# Vivian Maier
Vivian Dorothea Maier (Nova Iorque, 1 de fevereiro de 1926 – Oak Park, 21 de abril de 2009) foi uma fotógrafa norte-americana que especializou-se na chamada street photography (fotografia de rua).
Trabalhou por 40 anos como babá, principalmente em Chicago, enquanto tirava fotos em seu tempo livre. Ao longo da vida Vivian tirou mais de 150 mil fotos, principalmente de moradores e da arquitetura de Chicago, Nova Iorque e Los Angeles, além de outras cidades que visitou.
Em grande parte suas fotos nunca foram publicadas e vários de seus negativos nunca foram revelados. Um colecionador de Chicago, John Maloof, adquiriu parte das fotos de Vivian em 2007, enquanto outros dois colecionadores, Ron Slattery e Randy Prow, encontraram alguns negativos e revelações em caixas e malas por volta da mesma época. Publicadas inicialmente na internet, em julho de 2008, por Slattery, as fotos chamaram pouca atenção.
Em outubro de 2009, Maloof conectou a coleção de fotos de Vivian em seu site ao sistema do Flickr, e as fotos foram uma sensação, tornando-se um fenômeno de buscas no site, com milhares de pessoas se interessando pelo trabalho. Logo, Vivian Maier foi aclamada como uma grande fotógrafa e desde então suas fotos foram expostas em várias galerias pelo mundo.
Sua vida e seu trabalho viraram livros e documentários, incluindo Finding Vivian Maier (2013), que estreou no Festival Internacional de Cinema de Toronto e foi indicado ao Oscar de Melhor Documentário.

## Biografia
Vivian nasceu na cidade de Nova Iorque, em 1926, mas muitos detalhes de sua vida permanecem desconhecidos. Sua mãe, Maria Jaussaud Justin, era francesa, e seu pai, Charles Maier, era austríaco. Várias vezes quando criança, ela visitou a Fraça, morando com a mãe em uma vila dos Alpes, Saint-Bonnet-en-Champsaur, na casa de alguns parentes maternos. Seu pai abandonou a família temporariamente por alguma razão em 1930. Segundo o censo deste mesmo ano, Vivian morava com Jeanne Bertrand, famosa fotógrafa e amiga de Gertrude Vanderbilt Whitney. Por volta dessa época, ela e sua mãe se mudaram para o Bronx, com Bertrand.
Em 1935, Vivian e sua mãe moravam em Saint-Julien-en-Champsaur e três anos depois, retornaram a Nova Iorque. Em 1940, segundo o Censo, Charles, Maria, Vivian e Charles Jr. moravam todos em Nova Iorque, onde seu pai era engenheiro. Em 1951, aos 25 anos, Vivian se mudou da França para Nova Iorque, onde trabalhava em uma oficina de costura. Dali ela se mudou para Chicago, em 1956, onde trabalhou principalmente como babá ao longo de 40 anos. Em seus primeiros 17 anos na cidade, Vivian trabalhou para duas famílias: os Gensburgs, de 1956 a 1972, e os Raymonds, de 1967 a 1973. As famílias que a empregaram diziam que ela era bastante discreta sobre sua vida pessoal e que passava seus dias de folga andando pela cidade tirando fotos com sua câmera Rolleiflex.
Em 1959 e 1960, Vivian embarcou em uma viagem sozinha pelo mundo, onde tirou fotos de Los Angeles, Manila, Bangkok, Xangai, Beijing, Índia, Síria, Egito e Itália. A viagem, provavelmente, foi financiada pela venda da fazenda da família em Saint-Julien-en-Champsaur. Por um breve período, Vivian trabalhou como governante para o apresentador de talk-show Phil Donahue.
Vivian mantinha seus pertences nas casas de seus empregadores. Em uma delas, existiam 200 caixas de materiais, a maioria contendo fotos ou negativos, mas também alguns jornais. Ela também gravava conversas com algunas das pessoas que fotografava em fita.
Os irmãos Gensburg, de quem Vivian cuidou quando eram crianças, tentaram ajudá-la quando Vivian envelheceu e ficou na pobreza. Quando estava prestes a ser despejada de um apartamento no subúrbio de Cicero, os irmãos conseguiram um apartamento melhor e maior para ela morarar em Rogers Park, Chicago.

## Morte
Em novembro de 2008, Vivian escorregou no gelo e bateu com a cabeça. Ela foi levada ao hospital, mas não se recuperou totalmente. Em janeiro de 2009, ela foi levada para uma casa de cuidados paliativos em Chicago, onde ela morreu em 21 de abril daquele ano, aos 83 anos.

## Legado
Atualmente, o trabalho de Vivian Maier vem sendo catalogado e será simultaneamente arquivado para poder ser apreciado futuramente. Já com 90% do arquivo construído, o trabalho de Vivian Maier tornou-se um marco da fotografia urbana.

## Publicações

### Livros de fotografias de Maier
- Vivian Maier: Street Photographer. Brooklyn, NY: powerHouse, 2011. ISBN 978-1-57687-577-3. Ed. por John Maloof. Com introdução de Maloof e prefácio de Geoff Dyer.
- Vivian Maier: Out of the Shadows. Chicago, IL: CityFiles, 2012. ISBN 978-0978545093. Editado por Richard Cahan e Michael Williams.
- Vivian Maier: Self-Portraits. Brooklyn, NY: powerHouse, 2013. ISBN 978-1-57687-662-6. Editado por  Maloof.
- Eye to Eye: Photographs by Vivian Maier. Chicago, IL: CityFiles, 2014. ISBN 9780991541805. Editado e com texto de Richard Cahan e Michael Williams.
- Vivian Maier: A Photographer Found. London: Harper Design, 2014. ISBN 9780062305534. Editado por Maloof com texto de Marvin Heiferman e Howard Greenberg.
- The Color Work. New York City: Harper Design, 2014. ISBN 978-0062795571. Com prefácio de Joel Meyerowitz e texto de Colin Westerbeck.

### Livros sobre Maier
- Vivian Maier: a Photographer's Life and Afterlife. Chicago: University of Chicago, 2017. Por Pamela Bannos. ISBN 978-0226470757.
- Vivian Maier Developed: The Real Story of the Photographer Nanny. Brooklyn, NY: powerHouse, 2018. Por  Ann Marks. ISBN 978-1576879030.
- Vivian Maier und der gespiegelte Blick: Fotografische Positionen zu Frauenbildern im Selbstporträt. Bielefeld, transc., 2019. Por Nadja Köffler. ISBN 978-3-8376-4700-6.